# Ovatoquasillites
Ovatoquasillites is een geslacht van uitgestorven kreeftachtigen uit de klasse van de Ostracoda (mosselkreeftjes).

## Soorten
- Ovatoquasillites avesnellensis (Lethiers, 1972) Lethiers, 1978 †
- Ovatoquasillites beachi (Gibson, 1955) Lethiers, 1978 †
- Ovatoquasillites blaszyki Becker, 1987 †
- Ovatoquasillites cribraria (Green, 1963) Lethiers, 1978 †
- Ovatoquasillites investibus Becker, 1987 †
- Ovatoquasillites pseudobrevispinatus (Stewart & Hendrix, 1945) Lethiers, 1978 †
- Ovatoquasillites puteculatus (Peterson, 1964) Lethiers, 1978 †